# Kanabinoidní receptor 2
Kanabinoidní receptor 2, zkráceně CB2, je kanaboidní receptor spřažený s G proteinem, , který je u lidí kódován  genem CNR2  ´Je provázán s kanabinoidním receptorem 1, který je do značné míry zodpovědný za efektivitu  endokanabinoidy zprostředkované presynaptické inhibice. Hlavním endogenním ligandem pro CB2 receptor je 2-arachidonoylglycerol (2-AG).